# Sejfy (Dolní Dvořiště)
Sejfy (německy Seiften) jsou zaniklá ves v katastrálním území Jenín, dnes součást obce Dolní Dvořiště v okrese Český Krumlov.

## Historie
První písemná zmínka je z roku 1379 (Villa Zeiffenn). Název vsi má souvislost s rýžováním zlata apod., při kterém vznikaly sejfy nebo též sejpy.
V roce 1843 byly Sejfy uváděny pod názvem Seiften, patřily do panství Rožmberk a do farnosti Horní Dvořiště. Stálo zde 15 domů a žilo 112 obyvatel.
V letech 1869–1910 byly Sejfy uváděny pod názvem Seiften jako osada obce Jenín (tehdy Kodetschlag), v letech 1921–1930 jako osada obce Jenín, v roce 1950 jako osada obce Rybník. V dalších letech Sejfy jako osada zanikly a staly se součástí obce Dolní Dvořiště.

## Obyvatelstvo
|           | 1869 | 1880 | 1890 | 1900 | 1910 | 1921 | 1930 | 1950 |
| --------- | ---- | ---- | ---- | ---- | ---- | ---- | ---- | ---- |
| Obyvatelé | 100  | 117  | 141  | 128  | 124  | 137  | 153  | 27   |
| Domy      | 15   | 18   | 18   | 18   | 19   | 18   | 19   | .    |